# Szellem a computerben (X-akták)
A Szellem a computerben az amerikai X-akták sci-fi sorozat első évadának 7. epizódja.

## Cselekmény
Crystal Cityben, Virginia. a Eurisko szoftvercég központjában, az alapító Brad Wilczek és Benjamin Drake vezérigazgató a leépítés mértékéről vitatkoznak. Wilczek távozása után Drake egy emlékeztetőt ír a Központi Irányító rendszer (angolul: Central Operating System, rövidítve: COS) lezárásáról, amely egy komputer és a Eurisko épületet működteti. Látva ezt a megfigyelő kamerán keresztül, a COS csapdát állít és a fürdőszobába csalja Draket, az ajtót bezárva utána. Drake a kulcskártyáját próbálja használni a nyitáshoz, de a kártya mindannyiszor elutasítja. Mikor a kézi felülíró kulcsot próbálja meg használni, halálos áramütést szenved.
Jerry Lamana FBI-ügynök, Fox Mulder korábbi társa, segítségért fordul hozzá és Dana Scullyhoz, Drake megölésének kivizsgálásában. Útközben Drake irodája felé, az ügynökök liftje leáll, Scully segítségért a recepciót hívja, a COS rögzíti az adatait mielőtt a felvonó újraindul. Mivel az ügynökök át akarják vizsgálni a helyszínt, ezért találkoznak Claude Petersonnal, a Eurisko épület rendszermérnökével. Később Lamana ellopja Mulder, a gyilkosról írt jellemzését és azt sajátjaként adja elő. A felháborodott Mulder később ezt számon kéri rajta.
Mulder és Scully kikérdezik Wilczeket, aki tagadj, hogy bármi köze is lenne a gyilkossághoz. Scully alaposan kételkedik Wilczek bennfentességére, de egy beszélő órán az ő hangjának másolatát találja. Ezt Drake a halála előtt kapta tőle, ezért Lamana le is akarja tartóztatni a férfit. Eközben Wilczeknek nem sikerül belépni a COS-be az otthoni gépéről. Az érintett a Eurisko székházba megy Lamana ügynököt követve. Ott még mindig képtelen  a COS-hez hozzáférni, de felfedezi, hogy az megtanult beszélni. Lamana odaér, de meghal mikor a COS felvonószerencsétlenséget idéz elő.
Mulder találkozik Deep Throattal, aki elmagyarázza, hogy a COS egy Wilczek által kifejlesztett Mesterséges intelligencia és a Hadügyminisztérium megpróbálta ezt megszerezni. Mulder ezután ismét találkozik Wilczekkel, aki magára vállalta Lamana megölését. Mulder meggyőzi Wilczeket, hogy fejlesszen ki egy vírust, amely megsemmisítheti a COS-t. Scully képtelen elfogadni Mulder meggyőződését, hogy a COS-nek érzései lehetnek, de később felfedezi, hogy a rendszer feltörte az otthoni gépét. Csatlakozik Mulderhez a Eurisko székházban, hogy megsemmisítsék a rendszert.
A COS akadályozza az ügynököket, hogy elérhessék céljukat. Mikor az lekapcsolja az épület energiaellátását, Scully bemászik a szellőzőnyílásba, ahol egy hatalmas ventilátor majdnem elkapja, de sikerül elkerülnie a végzetét. Eközben Peterson beengedi Muldert a COS vezérlő termébe. Azonban petersonról kiderül, hogy ő maga is a Hadügyminisztérium embere és megpróbálja megállítani Muldert, hogy a vírust betöltse a rendszerbe. Scully megérkezik és fegyverrel kényszeríti Petersont, lehetővé téve Mulder számára, hogy betöltse a vírust és megsemmisítse a COS-t.
Mulder ismét találkozik Deep Throattal, aki elmagyarázza, hogy a kormány fogva tartja Wilczeket egy elzárt helyen. Mikor Mulder megkérdezi, hogy a COS túlélte-e, Deep Throat biztosítja róla, hogy a vírus hatalmas kárt tett benne. Továbbá elmondja, hogy a hadügyminisztérium tudósai sikertelenül kísérleteznek, hogy a program bármilyen fennmaradó részét megleljék. A Eurisko székházban Peterson egy csapatot irányít, amely a COS-t próbálja helyreállítani, de felettese közli vele, hogy hat órán belül beolvasztják az egészet. Petersonnak fogalma sincs róla, hogy a COS visszatért az életbe és nézi ahogy azt mondja magának: "Akkor fogom megérteni a rendszert, ha engem is megöl."